# Mount Wheeler
Mount Wheeler är ett berg i Australien. Det ligger i regionen Rockhampton och delstaten Queensland, omkring 530 kilometer nordväst om delstatshuvudstaden Brisbane. Toppen på Mount Wheeler är 365 meter över havet.
Närmaste större samhälle är Yeppoon, omkring 12 kilometer nordost om Mount Wheeler. 
I omgivningarna runt Mount Wheeler växer huvudsakligen savannskog. Runt Mount Wheeler är det mycket glesbefolkat, med 2 invånare per kvadratkilometer. Genomsnittlig årsnederbörd är 1 140 millimeter. Den regnigaste månaden är januari, med i genomsnitt 296 mm nederbörd, och den torraste är augusti, med 18 mm nederbörd.